# SN 2006gp
SN 2006gp – supernowa typu Ia odkryta 15 września 2006 roku w galaktyce A223410+0003. W momencie odkrycia miała maksymalną jasność 22,20m.